# محسن شلاش
الدكتور المهندس عبد المحسن شلاش أو محسن شلاش  من مواليد 1944 وهو سياسي عراقي يحمل الجنسية الكندية، شغل منصب وزير الكهرباء في الحكومة العراقية الانتقالية برئاسة إبراهيم الجعفري للفترة من 3 أيار 2005 لغاية 20 أيار 2006.
حصل على شهادة البكالوريوس في الهندسة الكهربائية من جامعة مانشستر في بريطانيا سنة 1965، ثم حصل على شهادة الماجستير في تحليل وسيطرة النظم من جامعة مانشستر- معهد العلوم التكنلوجية في بريطانيا سنة 1972، وحصل على شهادة الدكتوراه في تحليل وسيطرة النظم من الجامعة نفسها سنة 1974.
في سنة 2015، قضت محكمة النزاهة حكما بالسجن 7 سنوات على محسن شلاش بتهم فساد.